# Um Homem Qualquer
Um Homem Qualquer é um filme brasileiro de longa-metragem de comédia dramática dirigido por Caio Vecchio e produzido pela Encruzilhada Filmes. Foi lançado em 2009. 
 
Foi o único filme brasileiro finalista da Mostra Internacional de Cinema de São Paulo de 2009.

## Sinopse
Jonas (Eriberto Leão) é um desempregado com mais de 30 anos e utopias que resistem à maturidade. Morador de São Paulo, está cansado do massacre diário da megalópole, a falta de dinheiro, tempo, afeto e perspectiva. Apesar disso, ele ainda acredita que uma vida mais simples e justa seja possível. É quando conhece e se apaixona por Lia (Nanda Costa), uma jovem atriz de teatro. As obsessões de um homem romântico vão convergindo a um ato criminoso, quando seu amigo Tico (Norival Rizzo) propõe o seqüestro de um rico estrangeiro, como forma de resolver todos os seus problemas financeiros. Ciente de que crimes políticos têm suas penas abrandadas, Jonas e Tico arquitetam uma estratégia ideológica para o sequestro e envolvem Lia no plano.

## Elenco
- Eriberto Leão (Jonas)
- Nanda Costa (Lia)
- Carlos Vereza (Isidoro)
- Pedro Neschling (Igor)
- Arieta Corrêa (Clarissa)
- Antônio Petrin (Turco)
- Norival Rizzo (Tico)
- Teca Pereira (Irinei)
- José de Abreu (Delegado)